# Hạng Quán
Hạng Quán (giản thể: 项冠; phồn thể: 項冠, ? – ?) là tướng lĩnh Tây Sở thời Hán Sở trong lịch sử Trung Quốc.

## Cuộc đời
Hạng Quán là đồng tộc với Hạng Vũ, là tướng lãnh chỉ huy kỵ quân.
Năm 205 TCN, Lưu Bang dẫn đại quân đánh lén Bành Thành. Hạng Vũ biết tin, cho các tướng tiếp tục đánh Tề, còn bản thân dẫn ba vạn quân tinh nhuệ, trong đó có quân kỵ do Hạng Quán dẫn dắt, từ đất Lỗ hành quân theo lối Hồ Lăng phản công Bành Thành. Lưu Bang đại bại, hơn 10 vạn quân bị chém, hơn 1 vạn quân chết đuổi ở sông Tuy, may nhờ cơn bão đột ngột đi qua mới chạy thoát. Lưu Bang chạy đến Huỳnh Dương, lấy Quán Anh làm trung đại phu, Lý Tất, Lạc Giáp làm tả hữu hiệu úy, tổ kiến Lang trung kỵ binh. Quân Sở đánh tới Huỳnh Dương, Lưu Bang phái Lang trung kỵ binh chặn đứng quân Sở.
Quân Hán phản công, Quán Anh thống lĩnh kỵ binh xuất phát từ Dương Vũ tiến đến Tương Ấp, đánh bại Hạng Quán ở Lỗ Hạ. Hữu tư mã cùng một kỵ tướng của Sở bị Hữu kỵ tướng của Hán là Phó Khoan chém tại trận.
Năm 203 TCN, quân Hán tấn công Bành Thành. Kỵ quân của Quán Anh giao tranh với kỵ quân Sở tại Bình Dương. Quân Sở thua nặng, thiệt hại 5 Lâu Phiền tướng, bị bắt 8 kỵ tướng, từ nay biến mất khỏi chiến trường. Không rõ kết cục của Hạng Quán ra sao. Năm 202 TCN, nhà Hán thành lập, lần lượt phong tộc nhân họ Hạng tước phong cùng quốc tính, gồm Xạ Dương hầu (Hạng Triền), Đào hầu (Hạng Tương), Bình Cao hầu (Hạng Tha), Huyền Vũ hầu. Huyền Vũ hầu có khả năng là Hạng Quán hoặc Hạng Thanh.